# Нападение на выставку вермахта
9 марта 1999 года на выставке «Война на уничтожение. Преступления, совершённые вермахтом с 1941 по 1944 год» произошёл взрыв бомбы. Рано утром в центре VHS в Саарбрюккене взорвалась бомба. Следователи предполагают террористический акт правых сил. На сегодняшний день виновные в нападении не установлены. С 2011 года следователи получили чёткие указания на то, что нападение совершила неонацистская террористическая группировка Nationalsozialistischer Untergrund (NSU).

## Предыстория
Выставка вермахта Гамбургского института социальных исследований уже была показана в 30 городах перед выставкой в Саарбрюккене. К тому времени выставку посмотрели 700 000 человек. Правые круги решительно выступали против выставки на всех площадках, где она проводилась, и в Саарбрюккене тоже произошли серьёзные столкновения между противниками выставки из правого лагеря и левыми демонстрантами.
ХДС Саарбрюккена разместил объявление, в котором говорилось: «Мы не позволяем этим организаторам выставок и их помощникам опорочить наших отцов как преступников и убийц, а с ними и множество мёртвых, которые больше не могут защищать себя». Выставку открыл тогдашний премьер-министр Саара Райнхард Климмт (СПДГ).

## Цепочка событий
В 4:40 взорвалось взрывное устройство позади комплекса зданий центра образования для взрослых Саарбрюккена. При этом были повреждены здание VHS и Meistermann-Fenster в соседней замковой церкви; был нанесён имущественный ущерб в размере нескольких сотен тысяч евро. Некоторые экспонаты были слегка повреждены летящими осколками.

## Расследование событий
После нападения Государственное управление уголовной полиции Саара быстро заявило, что оно было проведено профессионально. Расследование было прекращено безрезультатно.

## Расследования с 2011 года
На сегодняшний день виновные в нападении не установлены. В 2011 году следователи возобновили дело после того, как выяснилось, что правая террористическая ячейка в течение многих лет совершала убийства в Германии. Группировка Nationalsozialistischer Untergrund была связана с несколькими необъяснимыми насильственными преступлениями. Согласно Тагесшпигелю, следователи хотели допросить журналиста, который утверждал, что наблюдал за двумя мужчинами и женщиной, которые показались ему подозрительными, после взрыва. По словам свидетеля, один из трёх человек сказал: «Это были мы». Эти трое могли быть членами правой террористической группировки NSU, ушедшей в подполье в 1998 году.
Прокурор Саара также расследовал серию из десяти поджогов в Фёльклингене в Саарланде, которые могут иметь отношение к NSU. Атаки были направлены на здания, населённые в основном иммигрантами турецкого происхождения, а также арабами и чёрными африканцами. В результате пожаров пострадали 20 человек.